# مذبحة فارفارين
وقعت مذبحة فارفارين في 30 مايو 1999 خلال قصف الناتو لجمهورية يوغوسلافيا الاشتراكية الاتحادية. في ذلك اليوم، قصفت قاذفات الناتو التابعة للجيش الألماني الجسر في فارفارين حوالي الساعة 1:25 مساءً بالتوقيت المحلي. تم قصف الجسر مرتين وقتل بعد ذلك 10 مدنيين. وأصيب في المجموع 30 مدنياً، 17 منهم أصيبوا بجروح بدنية خطيرة و 13 إصابات بدنية طفيفة.
على الرغم من أن الغارة الجوية على البلدة الصغيرة نُفذت في منتصف النهار، في طقس صافٍ، مع وجود أكثر من 1000 شخص حول الجسر، وصف مسؤولو الناتو الهجوم بأنه «مشروع» والضحايا «أضرار جانبية».

## مهاجمة وقتل المدنيين
تم تنفيذ الهجوم الجوي على الجسر في يوم العيد الأرثوذكسي للثالوث الأقدس ويوم السوق، حيث كان هناك أكثر من 1000 شخص بالقرب من الجسر. كان الجو صافياً ومشمساً في ذلك اليوم، مما يعني أن طياري قاذفات الناتو كان لديهم رؤية جيدة. قصفت قاذفات الناتو الجسر البربري مرتين. في الهجوم الأول، والذي بدأ حوالي الساعة 1:25 مساءً بالتوقيت المحلي، أصيب الجسر بصاروخين. نتيجة سقوط الصاروخ، انفصل الجسر عن العارضة الوسطى، وانهار في النهر على جانب المدينة، بينما انزلق الطرف الآخر على الضفة المرتفعة، وفي النهاية علق جزء يبلغ طوله حوالي 100 متر. انهارت زاوية قوية في مورافا. في الهجوم الأول، لقي ثلاثة أشخاص مصرعهم وأصيب خمسة أشخاص على الأقل. على الرغم من أن الجسر قد تم تدميره بالفعل، إلا أن طائرات الناتو عادت بعد 3-6 دقائق ونفذت هجوماً ثانياً، حيث أطلقت صاروخين آخرين مما أسفر عن مقتل سبعة وإصابة اثني عشر مدنياً آخرين بجروح خطيرة والذين قدموا في هذه الأثناء لمساعدة الجرحى في الهجوم الأول. تم تقطيع جثث معظم القتلى. كانت سانيا ميلينكوفيتش البالغة من العمر ستة عشر عامًا، وهي طالبة في صالة الألعاب الرياضية في بلغراد، من بين القتلى المدنيين. في العام الماضي، كانت سانيا طالبة من الجيل في المدرسة الابتدائية البربرية، ووفقًا لبعض الادعاءات، كانت أنجح طالبة في تاريخ هذه المدينة.

## ردود أفعال

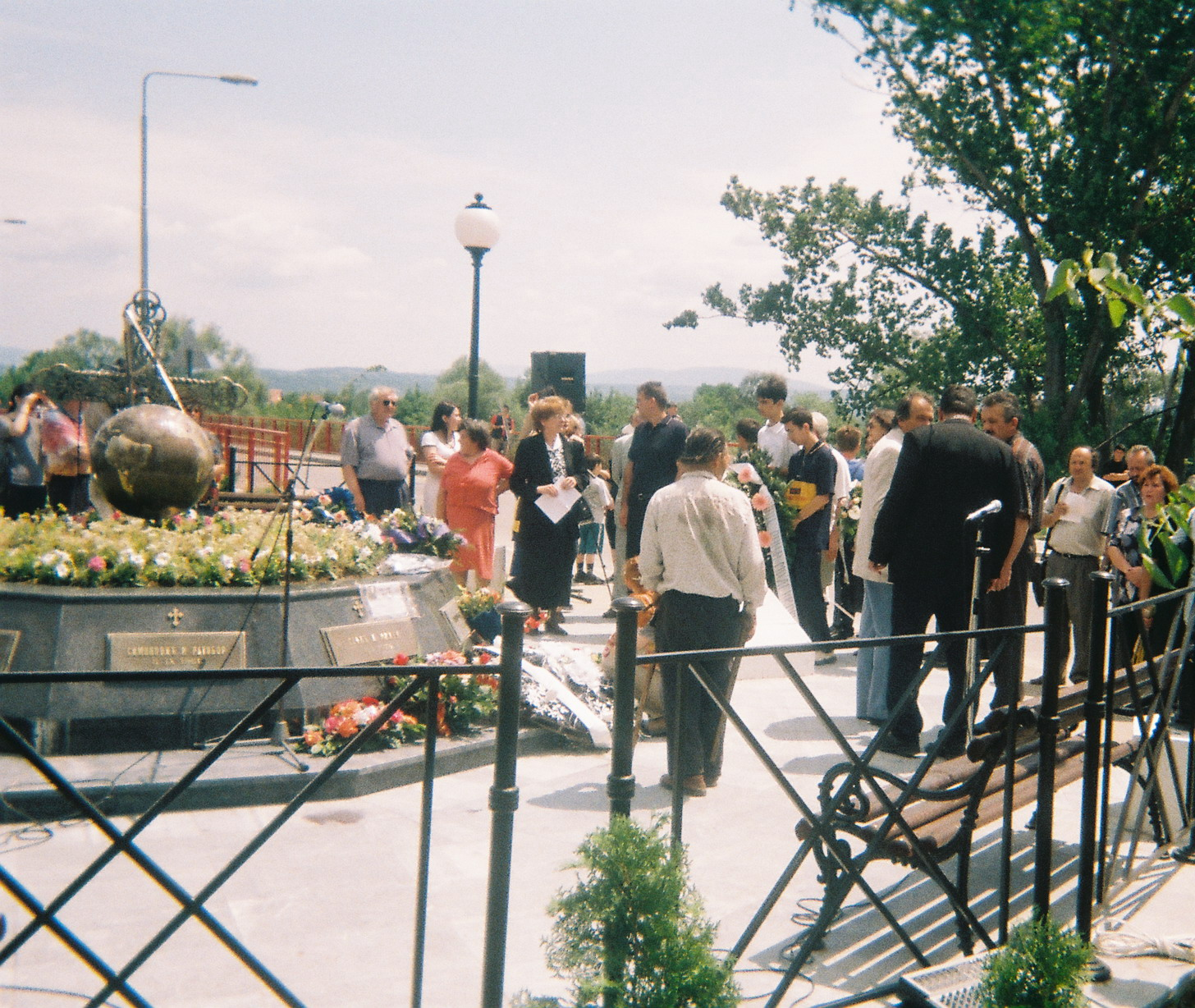
إحياء ذكرى القتلى على الجسر البربري

وقال المتحدث باسم الناتو جيمي شاي بمناسبة الهجوم الجوي لحلف شمال الأطلسي على جسر الركاب في فارفارين ومعاناة المدنيين إنه «هدف عسكري مشروع» وإن معاناة المدنيين «أضرار جانبية». نفس هذا التبرير قدمه المسؤول نفسه لهجمات الناتو الأخرى في جمهورية يوغوسلافيا الاشتراكية الاتحادية، والتي تسببت في معاناة المدنيين.
ويعتبر هذا الهجوم في صربيا جريمة ضد المدنيين الأبرياء ارتكبها عمدا طيران الناتو.
ووصف أورليش دوست المحامي من برلين، الذي مثل عائلات الضحايا في محاكمة لاحقة في ألمانيا، الهجوم بأنه جريمة حرب. في مقابلة مع دويتشه فيله، ألقى دوست باللوم على مسؤولي الناتو لمعرفتهم أن الهجوم سيسبب خسائر في صفوف المدنيين.

## دعوى
أقامت عائلات الضحايا دعوى قضائية في عام 2001. وطالبت حكومة جمهورية ألمانيا الاتحادية بالتعويض عن هذا الهجوم الذي نفذه طيران الجيش الألماني، والذي تسبب في مقتل أحبائهم. تم إجراء المحاكمة الابتدائية أمام محكمة بون. تم رفض هذه الدعوى في عام 2003.  استأنفت العائلات أمام محكمة كولونيا العليا، ولكن تم رفض القرار. استمرت هذه المحاكمة اثني عشر عامًا وانتهت في 4 سبتمبر 2013. بحكم صادر عن المحكمة الدستورية الألمانية على حساب عائلات الضحايا. ورفضت المحكمة الدستورية الألمانية الدعوى، موضحة أنه «يمكن المطالبة بالتعويض من قبل الدول وليس الأفراد».

## مساعدة الشتات
بتمويل من الصرب من سويسرا، من خلال صندوق الشتات للوطن الأم، من يوليو إلى نوفمبر 1999، تم بناء جسر جديد مزدوج العرض في موقع الجسر المدمر، وتم بناء نصب تذكاري للضحايا بجوار الجسر. وفي نفس الوقت ، تم تجديد فندق «بلاشا» الذي لحق به أضرار أثناء القصف. تقام هنا مراسم تأبين للضحايا كل يوم 30 مايو. بمساعدة الشتات الصربي، بعد قصف الناتو بفترة وجيزة، تم إنشاء صندوق للمنح الدراسية للطلاب الموهوبين «سانجا ميلينكوفيتش»، سمي على اسم أصغر الضحايا العشرة، وهو طالب في الجمنازيوم الرياضي. تم إغلاق هذا الصندوق بعد عامين بسبب مشاكل مالية، لكن مؤسسيه يحاولون إعادة تنشيطه.

## روابط خارجية
- Stanisavljević، Nevena (14. 12. 2003). "Sada se bar zna da su ubijali nevine". Глас јавности. مؤرشف من الأصل في 2022-06-29. اطلع عليه بتاريخ 19. 2. 2021. {{استشهاد بخبر}}: تحقق من التاريخ في: |تاريخ الوصول= و|تاريخ= (مساعدة)
- قصة سانجا ميلينكوفيتش - أصغر ضحايا تفجير جسر البربري (RTS ، 24 آذار 2016)